# Somogyi Eszter
Somogyi Eszter (Budapest, 1958. április 4.) magyar opera-énekesnő (szoprán).

## Életpályája
Énektanulmányait a Zeneakadémián végezte, ahol 1984-ben kapott énekesi diplomát. A Magyar Állami Operaház 1989-ben szerződtette. 1990-ben a neustadti énekversenyen I. díjat kapott. Tanárai voltak – többek között – Elisabeth Grümmer, Jevgenyij Nyesztyerenko, Geszty Szilvia, Réthy Eszter. Európa több országában vendégszerepelt sikerrel dalénekeskén. 1998-ban, a Háry Jánosban Örzse szerepét énekelte Chicagóban, ez volt a mű magyar nyelvű ősbemutatója az Amerikai Egyesült Államokban. Oratóriumokat is énekel.

## Főbb szerepei
- Beethoven: Fidelio - Leonora
- Bizet: Carmen - Micaela
- Kodály: Háry János - Örzse
- Puccini: A köpeny - Georgette
- Puccini: Tosca - Tosca
- Strauss: Elektra - Elektra
- Verdi: Nabucco - Fenena